# Marlise Nicolaysen
Marlise Nicolaysen (* 19. November 1909 in Rendsburg; † 27. Mai 1991; alternative Schreibweise: Marliese Nicolaysen) war eine deutsche Hausfrau, Frauenpolitikerin und Abgeordnete der Hamburgischen Bürgerschaft für die FDP.

## Erste Jahre
Marlise Nicolaysen machte 1928 ihr Examen als Handarbeitslehrerin. 1933 folgte das Examen als Gewerbelehrerin in Potsdam in den Fächern Kunsthandarbeiten, Zeichnen und Schneidern. Danach arbeitete sie bis 1937 in der Fabrikfürsorge. 1938 unterrichtete sie für einige Zeit an der Oberschule in Hamburg-Blankenese.
Nicolaysen war verheiratet und hatte zwei Kinder. Nach Kriegsende übernahm sie Aufgaben in verschiedenen Gremien im Sozial- und Jugendbereich, wurde als Schöffin gewählt und als Vorsitzende der Ehrenamtlichen Wohlfahrtspflege in Blankenese. Ihr Interesse an Frauenpolitik verfolgte sie als Mitglied in verschiedenen Frauenverbänden.

## FDP
1946 trat Nicolaysen in die FDP ein. Von 1946 bis 1961 war sie für ihre Partei Deputierte in der Sozialbehörde, später Mitglied von Verwaltungsausschüssen mehrerer Behörden. In ihrer Eigenschaft als Vorsitzende der Landesfrauengruppe der FDP gehörte sie dem FDP-Landesvorstand und dem Vorstand der Arbeitsgemeinschaft Hamburger Frauenorganisationen an.
Im Jahr 1966 wurde sie als Abgeordnete bis 1970 in die Hamburgische Bürgerschaft gewählt. Zu den Schwerpunkten ihrer Arbeit dort gehörten Verbraucherfragen und Frauenpolitik. Von Juni bis Dezember 1982 gehörte sie der Bezirksversammlung im Bezirk Altona an.